# والتر فلاندرز
والتر فلاندرز (بالإنجليزية: Walter Flanders)‏ هو رائد أعمال أمريكي، ولد في 4 مارس 1871، وتوفي في 1923.

## سيرة ذاتية
ولد في الرابع من مارس لعام 1871 في روتلاند في ولاية فيرمونت، كان والده الدكتور جورج فلاندرز ووالدته ماري (جودوين) فلاندرز، وكان والتر الابن الأكبر من بين ثلاث أبناء.
ذهب والتر إلى المدرسة في فيرمونت لكنه تركها وهو لايزال مراهقًا ليبدأ في العمل كميكانيكي. وبعد سنوات من العمل في الأدوات والآلات، حصد فلاندرز سمعة جيدة، وفي سنة 1906 حصل على عقد لإنتاج 5 آلاف علبة مرافق (crankcase) لصالح هنري فورد. وبعد نجاحه في التسليم، تم تعيينه في شركة فورد للسيارات في 1906 ليصبح أول مدير إنتاج للشركة.

## الوفاة
توفى في نيوبورت نيوز في فرجينيا في الثامن عشر من يونيو لعام 1923.

## اقرأ المزيد
- Finney, E. J. (1992), Walter E. Flanders : His Role in the Mass Production of Automobiles, California: The author, LCCN 92128214

- The E-M-F Company : the story of automotive pioneers Barney Everitt, William Metzger, and Walter Flanders. Warrendale, Pa.: Society of Automotive Engineers. 2001. ISBN 0-7680-0716-X. OCLC 46449172. LCCN 2001020707

## وصلات خارجية
- والتر فلاندرز على موقع فايند أغريف